# Kiwi szary
Kiwi szary (Apteryx rowi) – gatunek dużego nielotnego ptaka z rodziny kiwi (Apterygidae). Występuje endemicznie w Nowej Zelandii. Został opisany jako osobny gatunek w 2003 roku, wcześniej tę populację kiwi zaliczano do podgatunku nominatywnego kiwi brunatnego (Apteryx australis australis). Gatunek ten jest narażony na wyginięcie wskutek drapieżnictwa i utraty siedliska.
Ptak jest morfologicznie bardzo podobny do kiwi brunatnego. Długość ciała średnio 55 cm; masa ciała samic 1950–3570 g, samców 1575–2250 g.
Zamieszkuje las Okarito w regionie West Coast na Wyspie Południowej (Nowa Zelandia). Działania ochronne, takie jak Operation Nest Egg (pol. Operacja Gniazdowe Jajo) oraz kontrola gronostaja europejskiego, dają częściowy rezultat w odtwarzaniu populacji tego gatunku. W 1995 roku liczebność populacji szacowano jedynie na około 160 osobników, natomiast w 2016 roku już na 400–450 dorosłych ptaków, z czego do lęgów przystępowało 350–400 osobników. Jednak jego egzystencja jest nadal niepewna. Drapieżnictwo, głównie ze strony introdukowanych lub przywleczonych ssaków, takich jak gronostaj europejski, wciąż jest największym zagrożeniem dla tego ptaka.
Samica składa do trzech jaj, każde w innym gnieździe. Wysiadują je oboje rodzice.